# Щербаковский сельсовет (Барабинский район)
Щербаковский сельсовет — сельское поселение в Барабинском районе Новосибирской области Российской Федерации.
Административный центр — деревня Старощербаково.

## История
Статус и границы сельского поселения установлены Законом Новосибирской области от 2 июня 2004 года № 200-ОЗ «О статусе и границах муниципальных образований Новосибирской области»

## Население
| 2002  | 2010  | 2012  | 2013  | 2014  | 2015  | 2016  |
| ----- | ----- | ----- | ----- | ----- | ----- | ----- |
| 1628  | ↘1514 | ↘1474 | ↘1462 | ↘1395 | ↘1367 | ↘1349 |
| 2017  | 2018  | 2019  | 2020  | 2021  |       |       |
| ↘1338 | ↗1342 | ↘1337 | ↗1342 | ↘1326 |       |       |

## Состав сельского поселения
| № | Населённый пункт                          | Тип населённого пункта          | Население |
| - | ----------------------------------------- | ------------------------------- | --------- |
| 1 | Горка                                     | посёлок                         | ↗148      |
| 2 | Новогутово                                | деревня                         | ↘134      |
| 3 | Новоульяновское                           | село                            | ↘571      |
| 4 | Остановочная Платформа 3046 км Новогутово | железнодорожный разъезд         | ↘28       |
| 5 | Остановочная Платформа 3071 км            | железнодорожный разъезд         | ↘8        |
| 6 | Старощербаково                            | деревня, административный центр | ↗484      |
| 7 | Труновское                                | железнодорожная станция         | ↘141      |